# 飛驒中山站

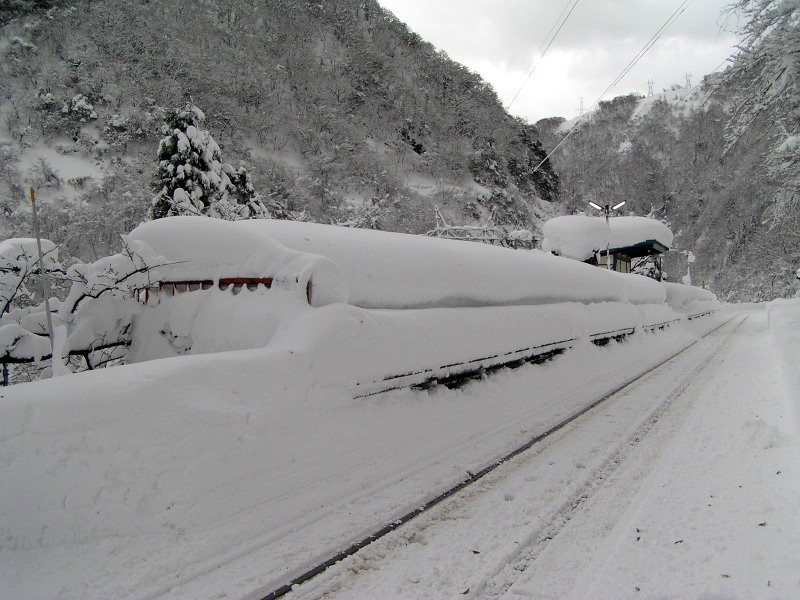
冬天的飛驒中山站（2005年12月）

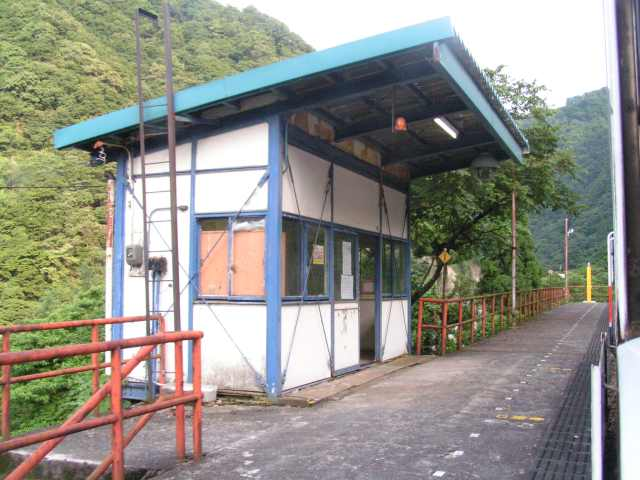
候車室（2006年8月）

飛驒中山站（日语：／ Hida-Nakayama eki */?）是位於岐阜縣飛驒市神岡町中山，神岡鐵道的神岡線車站（廢站）。此站曾經為岐阜縣最北車站。

## 歷史
- 1966年（昭和41年）10月6日 - 日本國有鐵道（國鐵）神岡線車站啟用[1]。當時為客運車站[1]。
- 1984年（昭和59年）10月1日 - 神岡鐵道繼承神岡線[1]。
- 2006年（平成18年）12月1日 - 車站廢除。

## 車站構造
截至車站廢除前，車站是一座地面車站，設有1面1線的單式月台。此站是無人車站，沒有車站大樓，月台上設有候車室。月台在高於國道的位置。月台與國道之間設有已鋪裝的細小斜道連接。
月台上設有供奉著毘沙門天的木像。

## 車站周邊
車站附近設有高原川和國道41號，該國道和河流與神岡線並行。車站高於國道。車站鄰近岐阜縣和富山縣的邊界，在高原川對面岸為富山縣富山市。
中山村落位於車站西北方300米處，由於沿國道開發村落，因此規模較小。從列車內不能看見中山村落，這是由於在該處，列車會進入隧道區間。
中山村落內設有東林寺和北陸電力中山發電站。此站至茂住站之間，列車會途經第四中山隧道。

## 相鄰車站
神岡鐵道
神岡線
豬谷－飛驒中山－茂住

## 注腳
1. 1 2 3 4  石野哲（編）. . JTB. 1998: 172. ISBN 978-4-533-02980-6 （日语）.

## 外部連結
- 國土地理院地圖參閲服務 （页面存档备份，存于）（日語） - 飛驒中山站車站周邊1/25000地形圖 （页面存档备份，存于）（日語）